# Tetracera amazonica
Tetracera amazonica är en tvåhjärtbladig växtart som beskrevs av Kubitzki. Tetracera amazonica ingår i släktet Tetracera och familjen Dilleniaceae. Inga underarter finns listade i Catalogue of Life.